# Kávovník liberijský
Kávovník liberijský (Coffea liberica) je stálezelený keř nebo strom z rodu kávovník, který dorůstá výšky až 20 metrů. Pochází z pralesů západní Afriky, pěstuje se i v Jižní a Střední Americe, Indonésii nebo Polynésii. Je v kultuře rozšířen méně než kávovník arabský a kávovník statný. Má větší listy i plody než jiné druhy kávovníku, zrna mají výrazně hořkou chuť a používají se převážně do směsí.

## Chuť
Obecně se chuť kávy Liberica považovala za obyčejnou a dřevitou. S touto rozšířenou pověstí o nezajímavosti chuti se z Liberiky stal ignorovaný druh kávovníku. Takže se s Libericou ani nepočítalo pro kvalitní zpracování a pražení, jak je zvykem u káv třetí vlny. Naskýtá se tak otázka, zda by s kvalitním přístupem k Liberice se zvýšil i chuťový potenciál této kávy?
Tento předpoklad aktuálně zkoumají někteří profesionálové z kávového světa jakým je Dr. Steffen Schwarz. Při ochutnávce různých druhů kávy na festivalu kávy v Borneu řadil Dr. Schwarz vzorky podle sladkosti, přičemž Liberica byla v tomto pořadí ještě sladší než Arabica.
Naturálně zpracovaná Liberica v tomto veřejném cuppingu okouzlila svou sladkostí a neobvyklou chutí připomínající chorizo či jackfruit. Zatímco promytá Liberica měla tradičnější tóny po čokoládě a bergamotu. Celkově upoutala intenzivní sladkostí než jakákoliv Arabica a s minimem kyselosti. 

## Specifické metody zpracování kávy
Polodivoce rostoucí kávovníky Liberica na Borneu byly prvně ničeny ve prospěch lépe prodejných plodin. Farmářům se doporučovalo vykácet zbývající Liberiky a nasadit místo nich Arabicu. Teprve až na podnět Dr. Schwarze začali malajští pěstitelé kávy pracovat s kávou Libericou. Vyzkoušeli nové metody speciálně navržené pro zpracování kávy Liberica, které zohledňovaly styl fermentování i pražení k vyššímu obsahu cukru v této odrůdě.
Pěstování kvalitní Liberiky by prospělo ekonomickému růstu právě v Malajsii a okolních zemích, které se na trhu s výběrovou Arabicou těžko uplatňují. Liberica je příležitostí pro rozšíření zdrojů kvalitní kávy. Také je dalším chuťovým rozměrem, který káva může nabídnout.